# Masahiro Ando
Masahiro Ando (japonsko 安藤 正裕), japonski nogometaš, * 2. april 1972.
Za japonsko reprezentanco je odigral eno uradno tekmo.